# Zimbabwe i olympiska sommarspelen 2000
Zimbabwe deltog i de olympiska sommarspelen 2000 med en trupp bestående av 16 deltagare, 11 män och 5 kvinnor, men ingen av landets deltagare erövrade någon medalj.

## Friidrott
Herrarnas 400 meter
- Tawanda Chiwira
  - Omgång 1 — 46.5 (→ gick inte vidare)

- Philiph Mukomana
  - Omgång 1 — 47.11 (→ gick inte vidare)

Herrarnas 800 meter
- Crispen Mutakanyi
  - Omgång 1 — 01:47.7 (→ gick inte vidare)

Herrarnas 400 meter häck
- Kenneth Harnden
  - Omgång 1 — 51.83 (→ gick inte vidare)

- Iain Harnden
  - Omgång 1 — 54.01 (→ gick inte vidare)

Herrarnas 4 x 400 meter stafett
- Tawanda Bless Chiwira, Kenneth Harnden, Philiph Mukomana, Crispen Mutakanyi
  - Omgång 1 — 03:05.60 (→ gick inte vidare)

Herrarnas maraton
- Tendai Chimusasa
  - Final — 0:02:14 (→ 9:e plats)

Damernas 1 500 meter
- Julia Sakara
  - Omgång 1 — 04:21.94 (→ gick inte vidare)

Damernas 5 000 meter
- Samukeliso Moyo
  - Omgång 1 — 15:47.76 (→ gick inte vidare)

## Simhopp
| Hoppare      | Gren          | Kval   | Kval      | Semifinal        | Semifinal        | Final            | Final            |
| Hoppare      | Gren          | Poäng  | Placering | Poäng            | Placering        | Poäng            | Placering        |
| ------------ | ------------- | ------ | --------- | ---------------- | ---------------- | ---------------- | ---------------- |
| Evan Stewart | Herrarnas 3 m | 313,53 | 38        | Gick inte vidare | Gick inte vidare | Gick inte vidare | Gick inte vidare |

## Tennis
| Spelare                   | Gren       | Omgång 1                         | Omgång 2                       | Åttondelsfinaler  | Kvartsfinaler     | Semifinaler       | Final / BM        | Final / BM       |
| Spelare                   | Gren       | Motståndare Poäng                | Motståndare Poäng              | Motståndare Poäng | Motståndare Poäng | Motståndare Poäng | Motståndare Poäng | Placering        |
| ------------------------- | ---------- | -------------------------------- | ------------------------------ | ----------------- | ----------------- | ----------------- | ----------------- | ---------------- |
| Wayne Black               | Herrsingel | Vaněk (CZE) L 7-5, 1-6, 1-6      | Gick inte vidare               | Gick inte vidare  | Gick inte vidare  | Gick inte vidare  | Gick inte vidare  | Gick inte vidare |
| Kevin Ullyett             | Herrsingel | Costa (ESP) W 3-6, 6-3, 11-9     | Ljubičić (CRO) L 2-6, 6-4, 4-6 | Gick inte vidare  | Gick inte vidare  | Gick inte vidare  | Gick inte vidare  | Gick inte vidare |
| Cara Black                | Damsingel  | Farina (ITA) L 2-6, 6-3, 3-6     | Gick inte vidare               | Gick inte vidare  | Gick inte vidare  | Gick inte vidare  | Gick inte vidare  | Gick inte vidare |
| Wayne Black Kevin Ullyett | Herrdubbel | Haas / Prinosil (GER) L 1-6, 4-6 | Gick inte vidare               | Gick inte vidare  | Gick inte vidare  | Gick inte vidare  | Gick inte vidare  | Gick inte vidare |

## Triathlon
| Triathlet     | Gren                | Simning (1,5 km) | Trans 1 | Cykling (40 km) | Trans 2         | Löpning (10 km) | Total tid       | Placering       |
| ------------- | ------------------- | ---------------- | ------- | --------------- | --------------- | --------------- | --------------- | --------------- |
| Mark Marabini | Herrarnas triathlon | 20:41,39         | 52      | Fullföljde inte | Fullföljde inte | Fullföljde inte | Fullföljde inte | Fullföljde inte |